# Muzej Sinjske alke
Muzej Sinjske alke u Sinju suvremeno je organizirana baštinska ustanova, koja prezentira alkarske odore, opremu i oružje s multimedijalnim instalacijama, filmovima i sl. Priča koju Muzej Sinjske alke priča svojom arhivskom građom nezamjenjiv je dio povijesti Sinja i Cetinske krajine.
Muzej je svečano otvoren 8. kolovoza 2015. godine u sklopu proslave velike obljetnice 3 stoljeća postojanja Sinjske alke. Viteško alkarsko društvo i Muzejski fundus starih alkarskih odora i opreme našao je mjesto pod primjerenim krovom i u sugestivno uređenom ambijentu.
Muzej Sinjske alke nalazi se u obnovljenom sklopu Kvartira u Sinju, koji je izgrađen 1760. godine za vrijeme mletačke uprave u Dalmaciji, kao vojarna za smještaj konjice.
Muzejski postav uključuje mnoštvo odora, opremu i oružje sinjskih alkara te alkarske statute i pravilnike koje donosi u suvremenoj digitalnoj formi. Posebnu atrakciju postava predstavlja prikaz alkarske povorke načinjen u prirodnoj veličini, a prikazana je i rekonstrukcija bitke pod Sinjem iz 1715. Sinjska alka upisana je u UNESCO-ov popis svjetske nematerijalne kulturne baštine, a Muzej je dobio nagradu Europske zajednice za kulturnu baštinu – Europa Nostra.